# Zsiga Marcell
Zsiga Marcell Lóránt (Miskolc, 1979 – ) magyar jogász, politikus, országgyűlési képviselő.

## Pályafutása
A miskolci Fazekas Utcai Általános Iskolába járt, ezután a Miskolci Katolikus Gimnáziumban érettségizett. 1995-ben Bournemouthban (Egyesült Királyság) járt iskolába. Jogi tanulmányait a Pázmány Péter Katolikus Egyetemen kezdte, majd 2004-ben Szegedi Tudományegyetemen fejezte be.
A 2002-es országgyűlési választás után részt vett a Fidelitas miskolci  alapszervezetének a létrehozásában, majd még 2002-ben megyei elnök lett, 2005-től pedig országos alelnök. 2006-tól a Fidesz helyi önkormányzati képviselője Miskolcon. 
2010 és 2014 között Borsod-Abaúj-Zemplén megye 2. számú országgyűlési egyéni választókerületének (Miskolc) országgyűlési képviselője volt. 2010. május 14. és 2012. február 27. között az Országgyűlés  Mezőgazdasági Bizottságban teljesített szolgálatot. 2011. május 9. és 2014. május 5. között az Alkotmányügyi, Igazságügyi és Ügyrendi Bizottság tagja. 2013. november 4. és 2014. május 5. között a Honvédelmi és Rendészeti Bizottság tagja.
A 2010-es választás után a Fidesz feloszlatta miskolci alapszervezetét, mert a pártvezetés elégedetlen volt a csoport tevékenységével, de 2010-ben Zsiga ismét helyi képviselő lett, sőt az ifjúságpolitika, a sport, a kultúra, az oktatás, a turisztika, az egészségügy területeiért felelős alpolgármesternek választották. 2012-ben feladatköre leszűkült a sportra.
2014-ben nem indult sem az országgyűlési, sem a miskolci helyi választáson. 
2015 januárjától az állami Szerencsejáték Zrt. egyik cégének, a Szerencsejáték Service Nonprofit Kft.-nek az ügyvezetője. 2016 decemberétől a Szerencsejáték Zrt. marketing- és kommunikációs igazgatója.

## Személye körüli viták
- 2012 februárjában Zsiga ellentmondásos megjegyzést tett a közmunka-program bérezéséről. Egy kérdésre válaszul elmondta, meg lehet élni havi 47 000 forintból.[6][7]

- 2012 decemberében járta be az országos sajtót a hír, hogy az önkormányzat pénzén hozatták rendbe az aszfaltozást egy miskolctapolcai utcán addig a részig, ahol Zsiga Marcell frissen vett háza áll. Az önkormányzat arra hivatkozott, hogy a 2010-es árvíz után sok utcában kellett helyrehozni a burkolatot;[8] arra nem tért ki, hogy a Sajótól tíz kilométernyire, domboldalon lévő utcát az árvíz milyen mértékben érintette.[9]

## Fordítás
Ez a szócikk részben vagy egészben  a   Marcell Zsiga című angol Wikipédia-szócikk ezen változatának fordításán alapul.  Az eredeti cikk szerkesztőit annak laptörténete sorolja fel. Ez a jelzés csupán a megfogalmazás eredetét és a szerzői jogokat jelzi, nem szolgál a cikkben szereplő információk forrásmegjelöléseként.

## Külső hivatkozások
- Zsiga Marcell kenyérrel dob vissza – Origo.hu, 2013. február 15.